# Марі-Крістін Дама
Марі-Крістін Дама (фр. Marie-Christine Damas; нар. 9 грудня 1966) — колишня французька тенісистка.
Найвищу одиночну позицію світового рейтингу — 130 місце досягла 5 червня 1989, парну — 440 місце — 6 червня 1988 року.
Здобула 2 одиночні титули туру ITF.
Найвищим досягненням на турнірах Великого шолома було 2 коло в одиночному розряді.
Завершила кар'єру 1991 року.

## Фінали ITF

### Одиночний розряд (2–1)
| Легенда         |
| --------------- |
| турніри $10,000 |

| Результат | Ранг | Дата          | Турнір            | Покриття | Суперниця        | Рахунок       |
| --------- | ---- | ------------- | ----------------- | -------- | ---------------- | ------------- |
| Поразка   | 1.   | 1 грудня 1986 | Ферінігінг, ПАР   | Тверде   | Маріан де Свардт | 2–6, 4–6      |
| Перемога  | 2.   | 8 грудня 1986 | Йоганнесбург, ПАР | Тверде   | Карен Шимпер     | 6–4, 6–4      |
| Перемога  | 3.   | 9 лютого 1987 | Реймс, Франція    | Ґрунт    | Регіна Райхртова | 6–1, 2–6, 6–2 |